# 翼軍の選手一覧
翼軍の選手一覧（つばさぐんのせんしゅいちらん）は、かつて存在した日本のプロ野球チームである翼軍（1936 - 1939は東京セネタース）に所属した選手の一覧である。

## 選手

### あ
- 青木幸造（1936 - 1939）
- 浅岡三郎（1936 - 1940）
- 家村相太郎（1936 - 1939）
- 石井豊（1940）
- 石原繁三（1936,1940）
- 磯野政次（1938）
- 伊藤次郎（1936 - 1939）
- 今岡謙次郎（1936 - 1938）
- 岩田次男（1937春）
- 遠藤忠二郎（1938 - 1939）
- 大貫賢（1936 - 1937）
- 尾茂田叶（1937 - 1939）
- 織辺由三（1939 - 1940）

### か
- 金子裕（1937 - 1940）
- 苅田久徳（1936 - 1940）
- 北浦三男（1936 - 1939）
- 小島二男（1936,1939 - 1940）
- 小林茂太（1937 - 1940）

### さ
- 佐藤喜久雄（1936春）
- 佐藤武夫（1938 - 1940）
- 塩田猪年男（1938秋 - 1939）

### た
- 高橋輝彦（1936,1940）
- 武田勇（1936秋 - 1937）
- 戸口専一（1936秋）

### な
- 中尾長（1937春）
- 中沢平（1939 - 1940）
- 中村信一（1936 - 1937,1940）
- 中村民雄（1936 - 1937）
- 西岡義晴（1940）
- 野口明（1936 - 1937）
- 野口二郎（1939 - 1940）

### は
- 原大治（1936）
- 保手浜明（1939 - 1940）

### ま
- 松永英一（1936秋）
- 三瀬三則（1938 - 1939）
- 三富恒雄（1940）
- 村沢秀雄（1938）
- 村松長太郎（1939 - 1940）
- 森口次郎（1937秋 - 1939）

### や
- 柳鶴震（1939 - 1940）
- 山崎文一（1936,1940）
- 山本愛一郎（1939 - 1940）
- 横沢三郎（1937）
- 横沢四郎（1936 - 1937）
- 横沢七郎（1936 - 1940）

### わ
- 綿貫惣司（1936 - 1938）

## 監督
- 横沢三郎（1936 - 1937）
- 苅田久徳（1938 - 1940）